# 多拉吉
多拉吉（Dhoraji），是印度古吉拉特邦Rajkot县的一个城镇。总人口80807（2001年）。

## 人口
该地2001年总人口80807人，其中男性41163人，女性39644人；0—6岁人口8665人，其中男4668人，女3997人；识字率71.23%，其中男性为77.53%，女性为64.69%。